# Broke with Expensive Taste
„Broke with Expensive Taste” este albumul de debut de studio a rapperiței americane Azealia Banks. În 2011, Banks a început să lucreze la album chiar dacă nu a fost semnată pentru o casă de discuri la momentul respectiv. Un an mai târziu, ea a semnat un contract cu Interscope și Polydor Records pentru a lucra la album. Cu toate acestea, ea a simtit nemulțumiți cu reprezentanții casei și, în consecință, ea a încheiat contractul cu casele de discuri în iulie 2014 și semnat un contract la Prospect Park. După ce a fost amânată timp de peste doi ani, Broke with Expensive Taste a fost lansat pe data de 7 noiembrie 2014 de ea însași și Prospect Park prin Caroline Records fără avertisment prealabil.

## Lista pieselor
| Nr.             | Titlu                               | Autor(i)                                                                                      | Producător(i)               | Lungime |  |
| 1.              | „Idle Delilah”                      | Azealia Banks David Kennedy Kevin James Harvey Mason, Jr.                                     | Pearson Sound               | 4:32    |  |
| 2.              | „Gimme a Chance”                    | Banks James Mason, Jr Enon Oskar Cartaya                                                      | Enon Oskar Cartaya          | 3:54    |  |
| 3.              | „Desperado”                         | Banks James Mason, Jr M. J. Cole                                                              | M. J. Cole                  | 3:57    |  |
| 4.              | „JFK” (featuring Theophilus London) | Banks London James Alexander Green                                                            | Boddika                     | 5:00    |  |
| 5.              | „212” (featuring Lazy Jay)          | Banks Jef Martens                                                                             | Lazy Jay                    | 3:25    |  |
| 6.              | „Wallace”                           | Banks James Filip Nikolic Trevor McFedries                                                    | Yung Skeeter Filip Nikolic  | 3:51    |  |
| 7.              | „Heavy Metal and Reflective”        | Banks James Strife Julian Wodsworth                                                           | Lil Internet                | 2:37    |  |
| 8.              | „BBD”                               | Banks James Jonathan Harris                                                                   | Apple Juice Kid, Sup Doodle | 3:18    |  |
| 9.              | „Ice Princess”                      | Banks James Harris                                                                            | AraabMuzik                  | 3:43    |  |
| 10.             | „Yung Rapunxel”                     | Banks James Premro Smith Chadron Moore                                                        | Lil Internet                | 4:00    |  |
| 11.             | „Soda”                              | Banks SCNTST Jack Fuller                                                                      | SCNTST                      | 3:43    |  |
| 12.             | „Chasing Time”                      | Banks Harris Warren "Oak" Felder Ronnie Colson Steve Mostyn Andrew "Pop" Wansel Kelly Sheehan | Pop Wansel                  | 3:30    |  |
| 13.             | „Luxury”                            | Banks Travis Stewart                                                                          | Machinedrum                 | 2:48    |  |
| 14.             | „Nude Beach A-Go-Go”                | Banks Mason, Jr Ariel Rosenberg Kim Fowley                                                    | Ariel Pink                  | 2:20    |  |
| 15.             | „Miss Amor”                         | Banks James Fuller                                                                            | Lone                        | 4:28    |  |
| 16.             | „Miss Camaraderie”                  | Banks Fuller Cutler                                                                           | Lone                        | 5:09    |  |
| Lungime totală: | Lungime totală:                     | Lungime totală:                                                                               | Lungime totală:             | 1:00:19 |  |

## Clasamente
| Clasament (2014)                                          | Poziție maximă |
| --------------------------------------------------------- | -------------- |
| Australia (ARIA)                                          | 49             |
| Australia (ARIA Urban)                                    | 2              |
| Belgia (Ultratop Flanders)                                | 197            |
| Irlanda (IRMA)                                            | 79             |
| Irlanda (Independent Albums IRMA)                         | 15             |
| Scoția (OCC)                                              | 58             |
| Regatul Unit (OCC)                                        | 62             |
| Regatul Unit (Independent Albums OCC)                     | 5              |
| Regatul Unit (R&B Albums OCC)                             | 6              |
| Statele Unite ale Americii (Billboard)                    | 30             |
| Statele Unite ale Americii (Independent Albums Billboard) | 2              |
| Statele Unite ale Americii (R&B/Hip-Hop Albums Billboard) | 3              |
| Statele Unite ale Americii (Rap Albums Billboard)         | 2              |

## Datele lansărilor
| Țară                       | Dată              | Format              | Casă de discuri             | Ref.   |
| -------------------------- | ----------------- | ------------------- | --------------------------- | ------ |
| La nivel mondial           | Noiembrie 7, 2014 | Descărcare digitală | Azealia Banks Prospect Park | [ 11 ] |
| Statele Unite ale Americii | Martie 3, 2015    | CD                  | Prospect Park               | [ 12 ] |
| Regatul Unit               | Martie 20, 2015   | CD                  | Caroline International      | [ 13 ] |